# 费伦茨·卡罗伊
费伦茨·卡罗伊（匈牙利語：Ferencz Károly，1913年10月14日—1984年6月21日），匈牙利男子摔跤运动员。他曾代表匈牙利参加1948年夏季奥林匹克运动会摔跤比赛，获得男子古典式轻量级铜牌。